# Saint-Augustin (titre cardinalice)
Pour les articles homonymes, voir Saint-Augustin.
Saint-Augustin est un titre cardinalice, attribué à un cardinal-prêtre, institué par le pape Sixte V le 13 avril 1587 par la constitution apostolique religiosa. Il a régulièrement été attribué à des cardinaux issus de l'ordre des Augustins.

## Titulaires
- Vacant (1587-1590)
- Gregorio Petrocchini, ordre de Saint-Augustin (1590-1608)
- Fabrizio Verallo (1608-1624)
- Berlinghiero Gessi (1627-1639)
- Ottaviano Raggi (1642-1643)
- Niccolò Albergati-Ludovisi (1645-1646)
- Fabrizio Savelli (1647-1659)
- Antonio Bichi (1659-1667)
- Vacant (1667-1671)
- Federico IV Borromeo (1671-1672)
- Francesco Lorenzo Brancati di Lauria, ordre des Frères mineurs conventuels (1681)
- Vacant (1681-1687)
- Carlo Stefano Anastasio Ciceri (1687-1694)
- Enrico Noris, ordre de Saint-Augustin (1696-1704)
- Carlo Agostino Fabroni (1706-1727)
- Angelo Maria Quirini, ordre de Saint-Benoît (1727-1728)
- Gregorio Selleri, ordre des Prêcheurs (1728-1729)
- Marco Antonio Ansidei (1729-1730)
- Bartolomeo Massei (1731-1745)
- Giorgio Doria (1745-1757)
- Gaetano Fantuzzi (1759-1767)
- Mario Marefoschi Compagnoni (1770-1780)
- Vacant (1780-1785)
- Paolo Massei (1785)
- Vacant (1785-1800)
- Diego Innico Caracciolo (1800-1820)
- Cesare Brancadoro (1820-1837)
- Vacant (1837-1842)
- Friedrich Johann Joseph Cölestin Fürst zu Schwarzenberg (1842-1885)
- Antolín Monescillo y Viso (1886-1897)
- Antonio María Cascajares y Azara (1898-1901)
- Sebastiano Martinelli, ordre de Saint-Augustin (1902-1918)
- Aleksander Kakowski (1919-1938)
- Agustín Parrado y García (1946)
- Fernando Quiroga y Palacios (1953-1971)
- Marcelo González Martín (1973-2004)
- Jean-Pierre Ricard (2006-)